# Zuiddorpe
Zuiddorpe es una localidad del municipio de Terneuzen, en la provincia de Zelanda (Países Bajos). Está situada a unos 34 km al sureste de Flesinga. En 2001 contaba con 551 habitantes.
Tuvo municipio propio hasta que en 1970 se unió al de Axel.